# Évangélistes
Pour les chrétiens Évangéliques, voir Évangélisme.

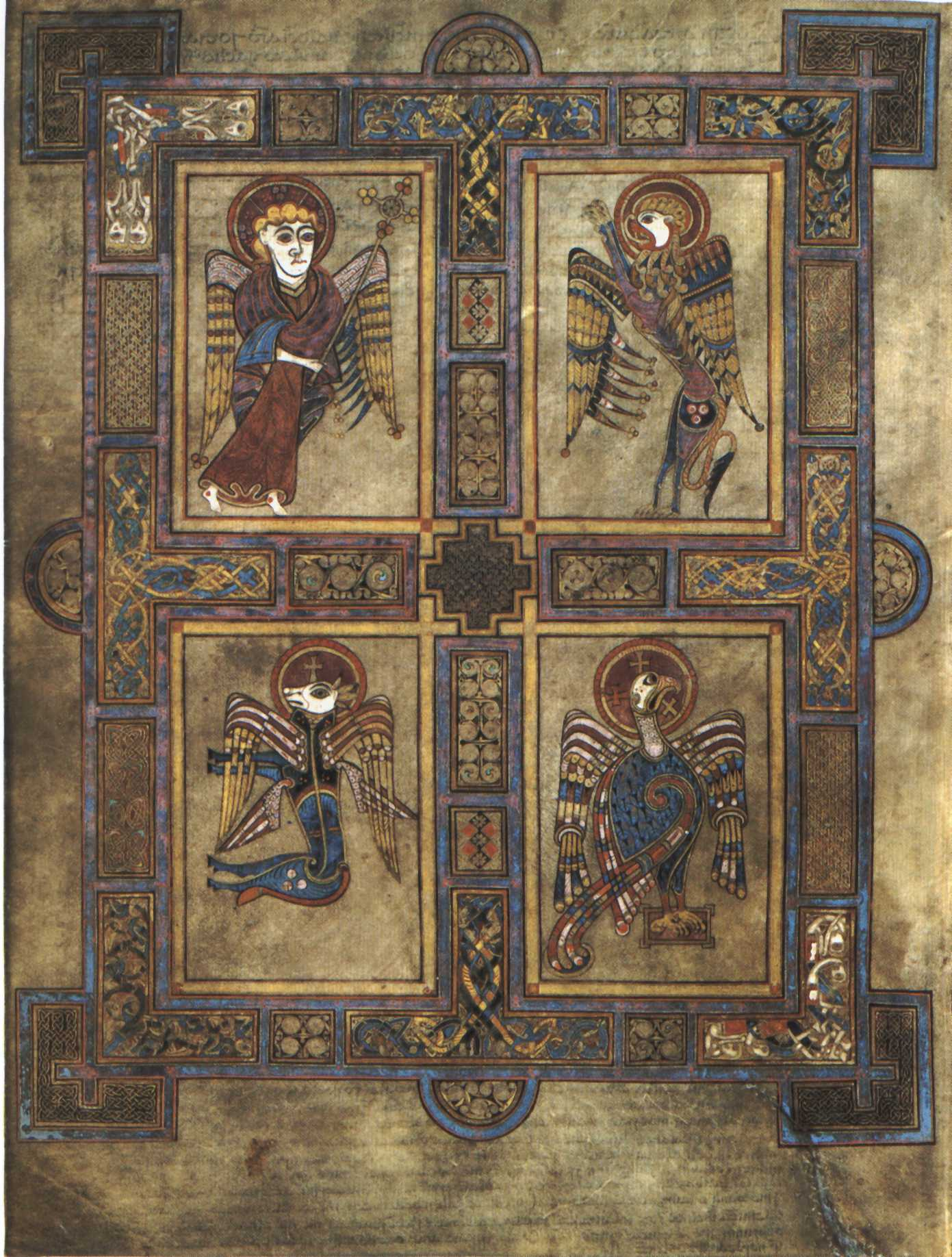
Les quatre évangélistes représentés dans le Livre de Kells : Matthieu, Marc, Luc et Jean.

Les évangélistes, au nombre de quatre pour les évangiles canoniques, sont les auteurs supposés des Évangiles de Matthieu, Marc, Luc et Jean. Les évangélistes ne se présentent pas par leur nom dans leurs œuvres et il n'existe aucune preuve que les titres sont bien les originaux. Les chercheurs modernes estiment donc plus sûr d'affirmer que les auteurs de ces textes furent anonymes, et que leurs noms furent attribués aux récits par les générations suivantes de chrétiens.

## Symbolisme

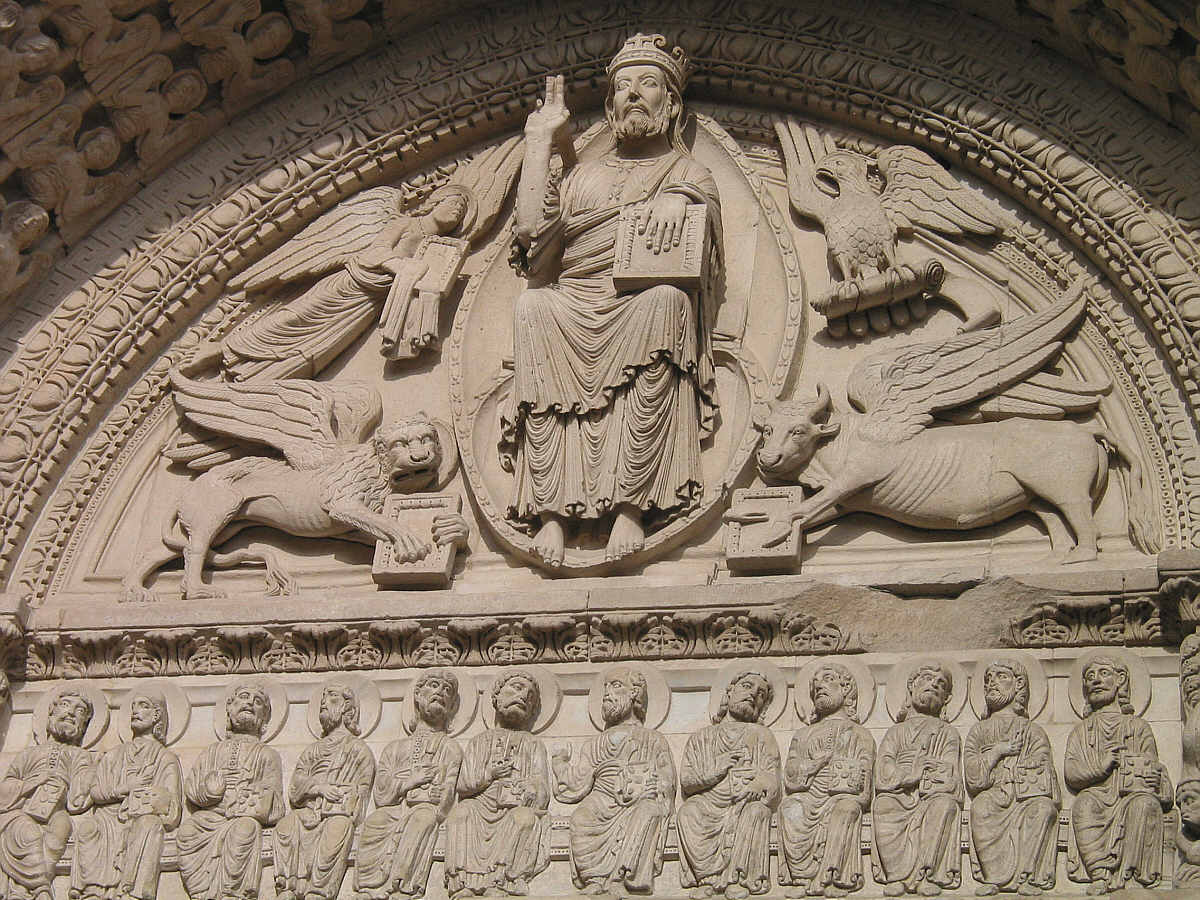
Les symboles des évangélistes entourant le Christ en majesté sur le tympan de la cathédrale Saint-Trophime d'Arles.

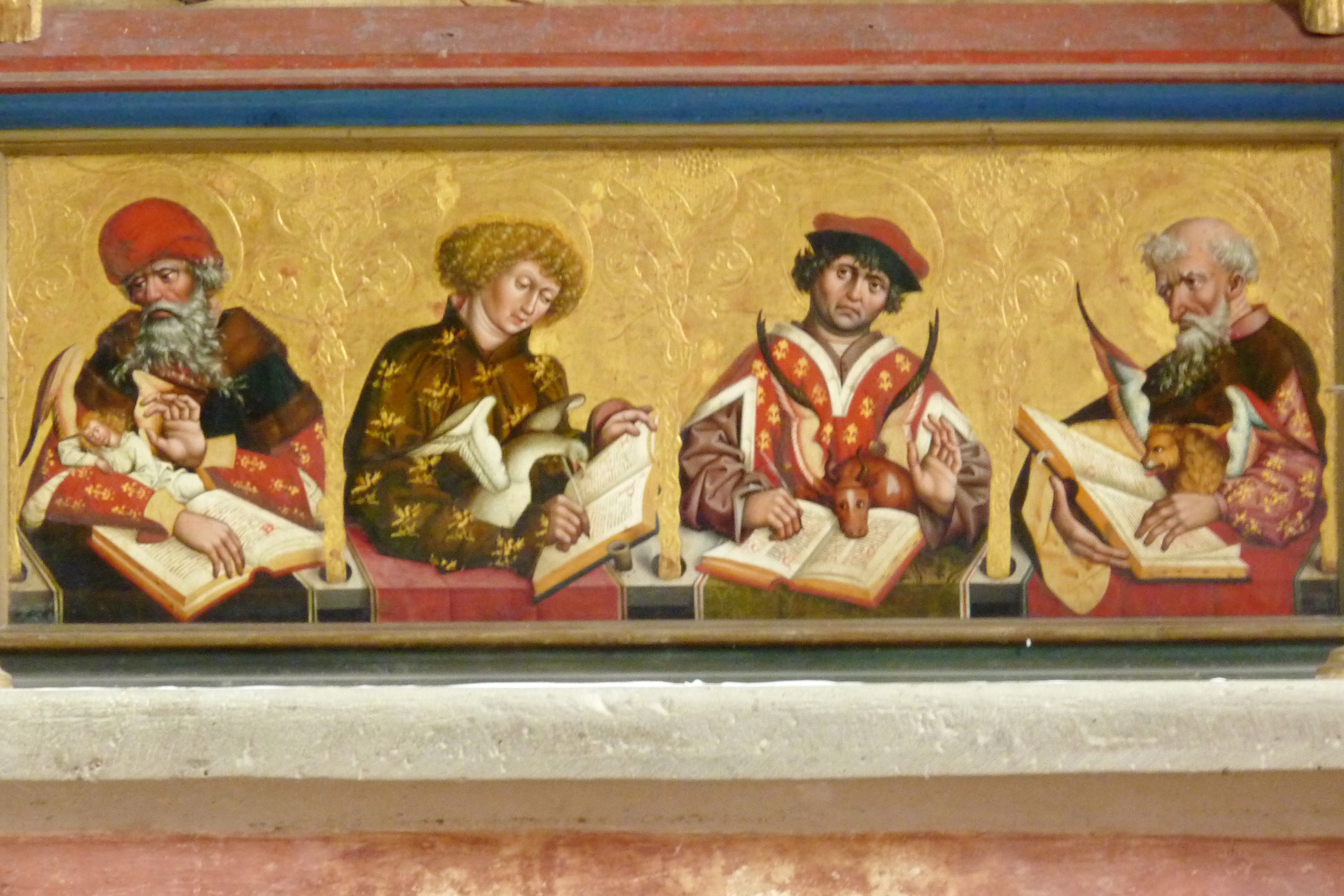
Les Quatre Évangélistes, retable de la chapelle du château de Blutenburg à Munich (de g. à dr., Matthieu, Jean, Luc et Marc, accompagnés de leurs Quatre Vivants ailés).

Les quatre évangélistes sont représentés sous la forme allégorique du tétramorphe : l'homme ailé ou l'ange pour Matthieu, le lion pour Marc, le taureau pour Luc et l'aigle pour Jean. Cette représentation est inspirée par une vision du prophète de l'Ancien Testament Ezéchiel et par la description des Quatre Vivants de l'Apocalypse ce qui fait que ces animaux-symboles sont  souvent représentés ailés.
Le lion symbolisant Marc est généralement ailé, ce qui le distingue du lion de saint Jérôme.

Miniatures extraites des Grandes Heures d'Anne de Bretagne (1503-1508)
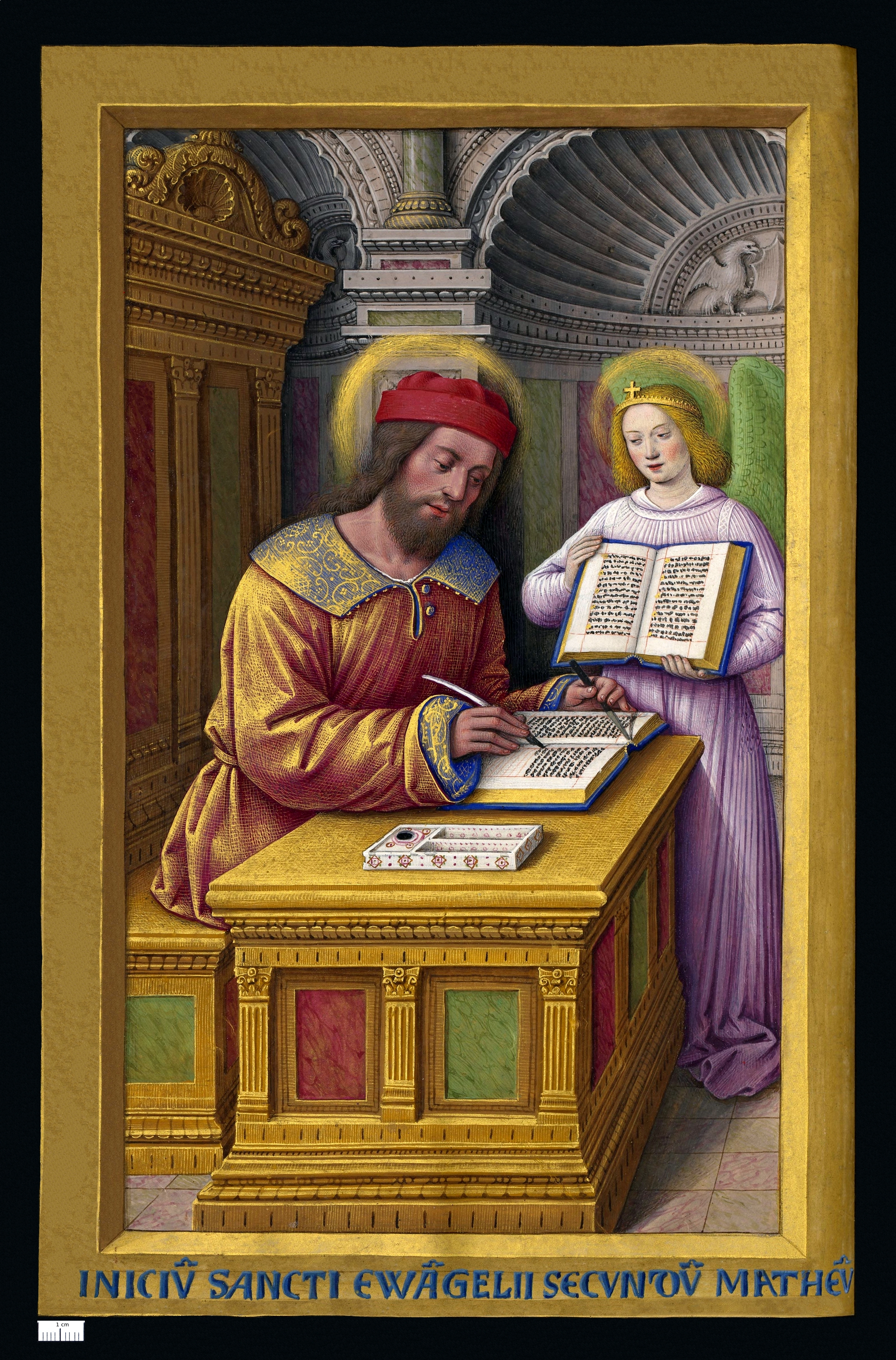
Matthieu.
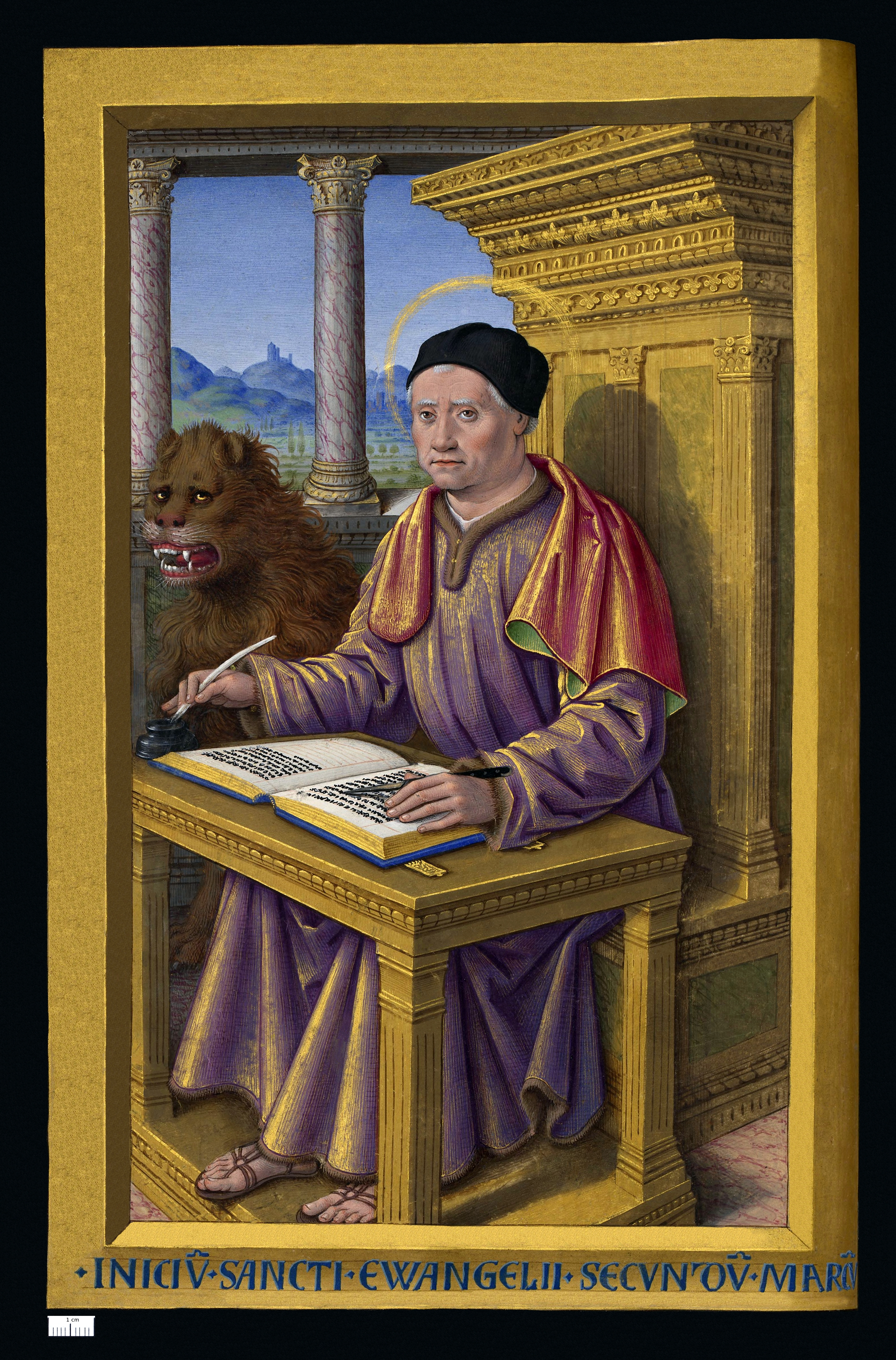
Marc.
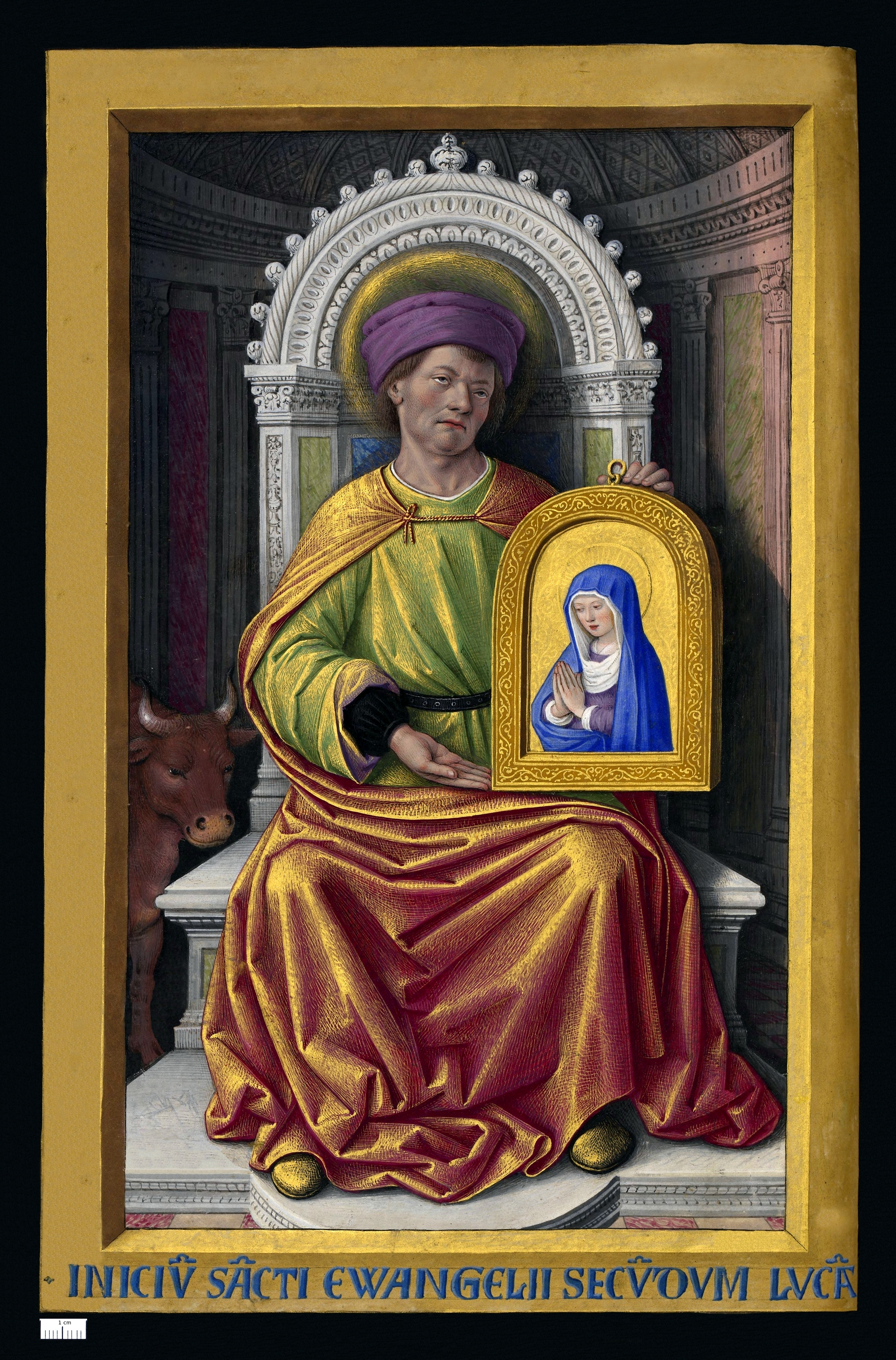
Luc.
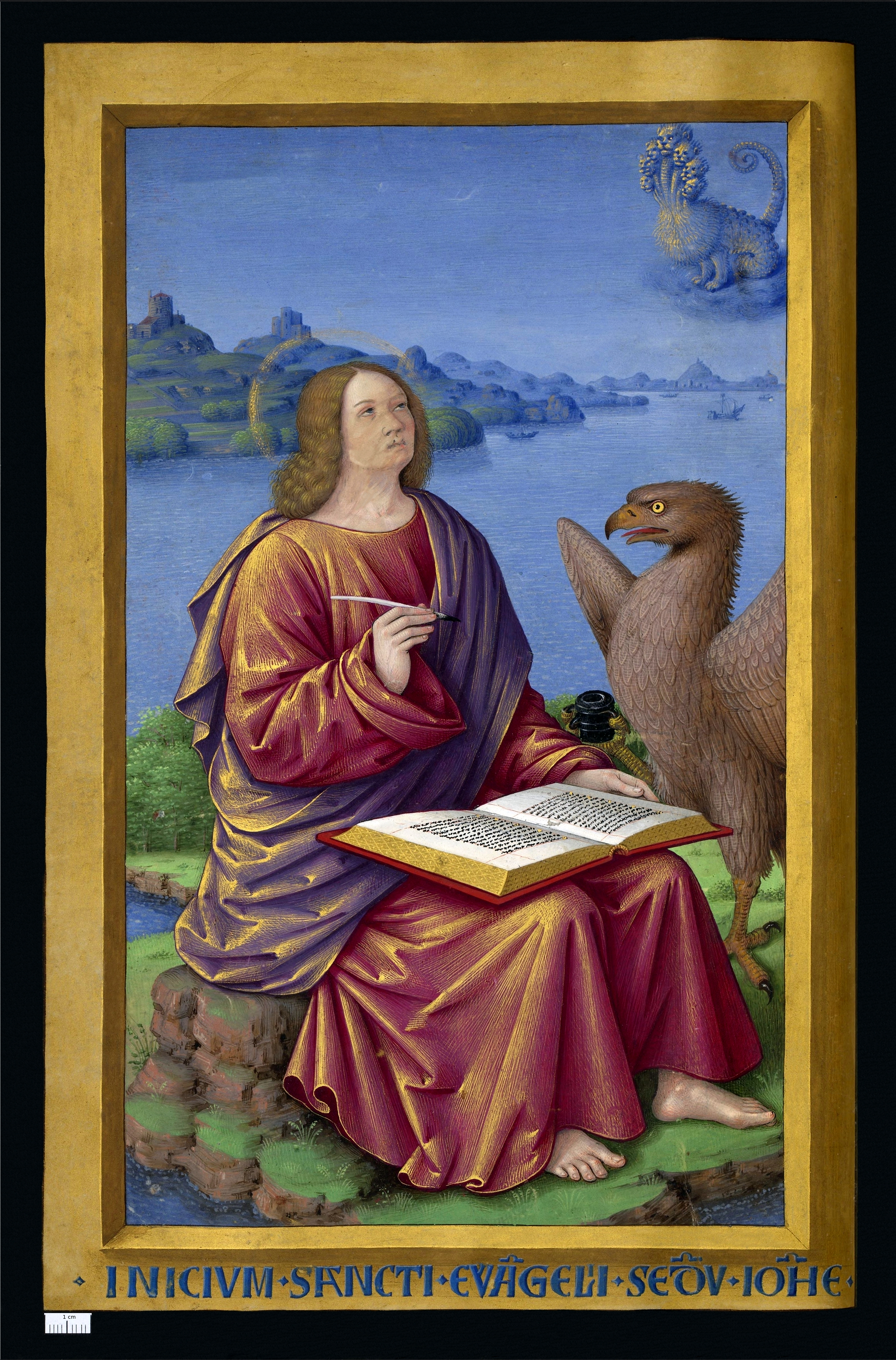
Jean.